# Elevator (песня)
Elevator — песня Эминема с Relapse: Refill, переиздания Relapse. Релиз состоялся 15 декабря 2009 в один день с песней Hell Breaks Loose.

## Список композиций
| №  | Название                            | Автор(ы)             | Продюсер | Длительность |
| -- | ----------------------------------- | -------------------- | -------- | ------------ |
| 1. | «Elevator» (Explicit Album Version) | M. Mathers, L. Resto | Eminem   | 4:53         |

## Спор
Текст песни породил споры, например строка касающейся бывшего участника ’N Sync, Lanke Bass’а
"Sorry, Lanke, Mr. Lambert and Aiken ain’t gonna make it. They get so mad well I call them both faggots…"

## Чарты
| Чарт (2010)       | Место |
| ----------------- | ----- |
| Canadian Hot 100  | 59    |
| Billboard Hot 100 | 67    |